# (4839) Daisetsuzan
(4839) Daisetsuzan (1989 QG) – planetoida z grupy pasa głównego asteroid okrążająca Słońce w ciągu 3,8 lat w średniej odległości 2,43 j.a. Odkryta 25 sierpnia 1989 roku.